# Sarajevska pivara
La Sarajevska pivara ou brasserie de Sarajevo (code SASE : SRPVRK1) est une entreprise bosnienne qui a son siège social à Sarajevo. Elle travaille dans le secteur de la brasserie.
Le bâtiment de la brasserie est inscrit sur la liste des monuments nationaux de Bosnie-Herzégovine.

## Histoire

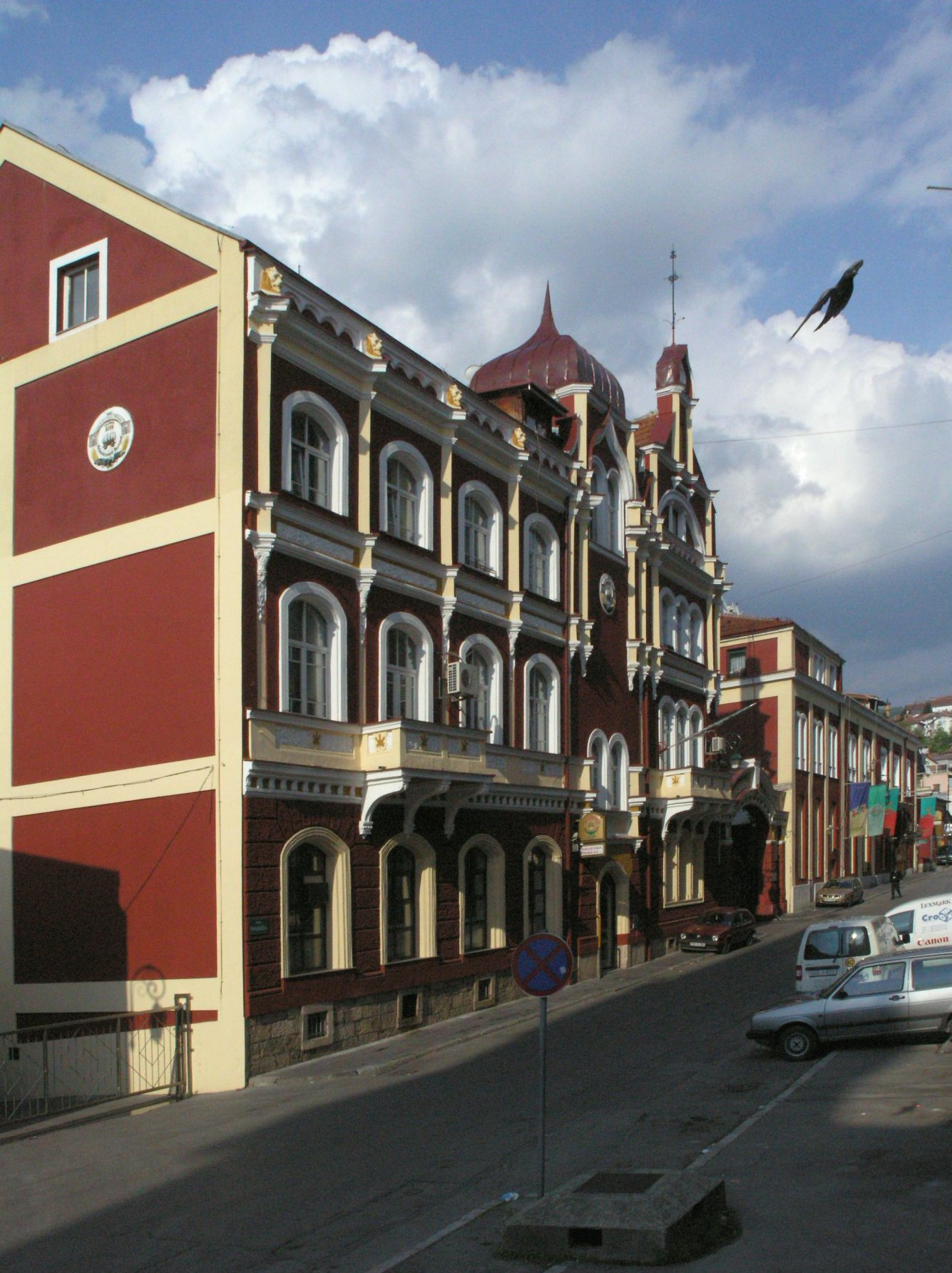
Autre vue de la brasserie

## Activités
Parmi les produits phares de la brasserie se trouve le Sarajevsko pivo, la « bière de Sarajevo » ; elle produit également une bière aromatisée au citron sous le nom de Radler pivo, ainsi que de la bière sans alcool. La brasserie vend également de l'eau minérale plate ou gazeuse (notamment sous la marque BH20), des jus de fruits (notamment sous la marque Swity) et, depuis 2002, elle distribue la gamme des boissons de PepsiCo.

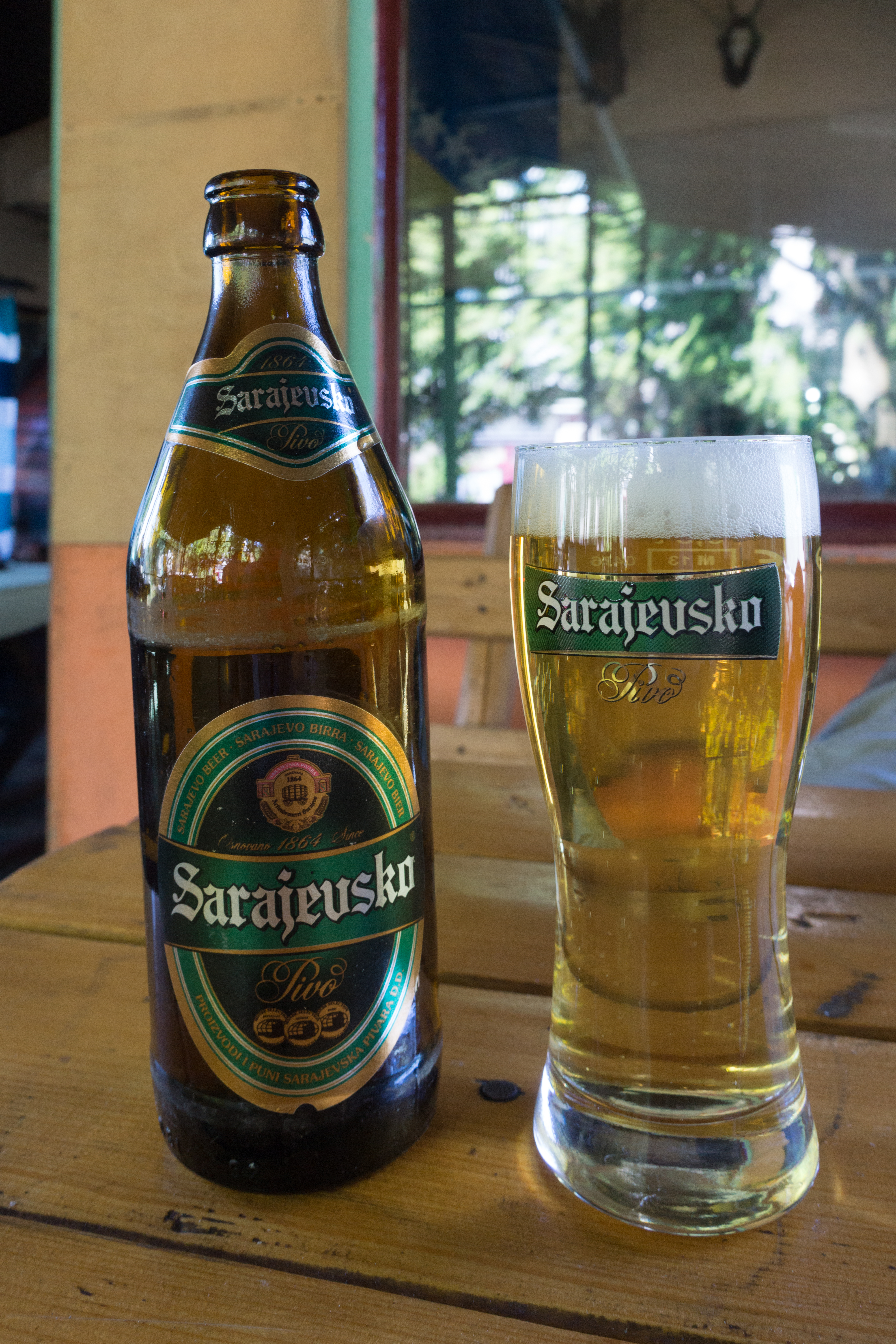
Le Sarajevsko pivo

Depuis 2004, la société gère le restaurant-pub Pivnica HS qui peut accueillir 400 personnes.